# Arman Qamyschew

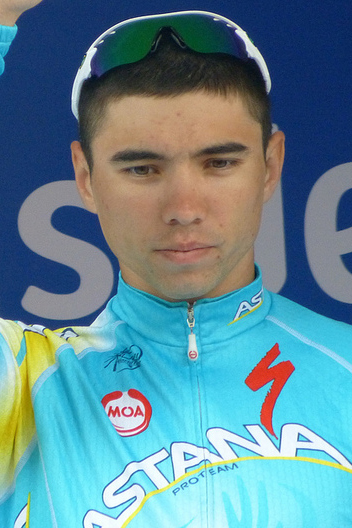
Arman Kamyschew 2013

Arman Gabidullowitsch Qamyschew (kasachisch Арман Габидуллович Қамышев, * 14. März 1991) ist ein kasachischer Radrennfahrer.
Arman Kamyschew wurde 2009 Asienmeister im Straßenrennen der Juniorenklasse.
Bei den Erwachsenen gewann er 2010 das U23-Rennen ZLM Tour. 2011 war er bei einer Etappe des UCI-Nations’-Cup-U23-Wettbewerbs Coupe des Nations Ville Saguenay erfolgreich. In der nächsten Saison gewann er bei dem Rennen zwei Etappen und die Gesamtwertung. Außerdem entschied er jeweils eine Etappe bei der Vuelta a la Independencia Nacional, dem Giro della Valle d’Aosta und der Bulgarien-Rundfahrt für sich.
Von 2013 bis 2017 fuhr Kamyschew für das Astana Pro Team und gewann 2016 die kasachische Meisterschaft im Straßenrennen.

## Erfolge
2009
- Asienmeister – Straßenrennen (Junioren)

2010
- ZLM Tour

2011
- eine Etappe Coupe des Nations Ville Saguenay

2012
- eine Etappe Vuelta a la Independencia Nacional
- Gesamtwertung und zwei Etappen Coupe des Nations Ville Saguenay
- eine Etappe Giro della Valle d’Aosta
- eine Etappe Bulgarien-Rundfahrt

2014
- eine Etappe Tour of Hainan

2016
- Kasachische Meisterschaft – Straßenrennen

## Teams
- 2012 Continental Team Astana
- 2013 Astana Pro Team
- 2014 Astana Pro Team
- 2015 Astana Pro Team
- 2016 Astana Pro Team
- 2017 Astana Pro Team
- 2018 Vino-Astana Motors